# Lee Hyeon-ji
Lee Hyeon-ji (kor. 이현지 ;ur. 25 lutego 2007) – południowokoreańska judoczka. 
Brązowa medalistka mistrzostw świata w 2025; uczestniczka zawodów w 2024, a także zdobyła medal w drużynie. Startowała w Pucharze Świata w 2022. Triumfatorka mistrzostw Azji w 2024; trzecia w 2025. Pierwsza na MŚ juniorów w 2024 i trzecia w 2023 roku.